# Царевка (Новоайдарский район)
Царевка (укр. Царівка) — село, относится к Новоайдарскому району Луганской области Украины.
Население по переписи 2001 года составляло 378 человек. Почтовый индекс — 93542. Телефонный код — 6445. Занимает площадь 1,41 км². Код КОАТУУ — 4423180705.

## Местный совет
93541, Луганська обл., Новоайдарський р-н, с. Бахмутівка, вул. Центральна, 1  (укр.)

## Известные люди
В селе родились:
- Говорунов, Николай Михайлович (1921—1945) — Герой Советского Союза
- Запорожец, Александр Иванович (1899—1959) — советский военный деятель, политработник РККА, генерал-лейтенант (1942)